# Кононенко Тетяна Сергіївна
Кононенко Тетяна Сергіївна (нар. 5 грудня 1978, Краматорськ, УРСР) — українська шахістка, гросмейстер серед жінок (1998), міжнародний майстер (2006).
У складі збірної України з шахів брала участь у командному чемпіонаті Європи 1999 року.

## Шахова кар'єра
У 1995—1997 роках брала участь у молодіжних чемпіонатах Європи з шахів та двічі вигравала срібні медалі: у 1995 році в Жагані (вікова категорія U18) та в 1996 році у Тапольці (вікова категорія U20). У 1998 році в Києві вона завоювала срібну медаль юнацького чемпіонату України з шахів у віковій категорії U20. У 2001 році в Краматорську завоювала срібну медаль на чемпіонаті України з шахів серед жінок. У 2002 році в Анталії вона завоювала срібну медаль на чемпіонаті Європи з шахів серед жінок. Виграла кілька міжнародних турнірів з шахів серед жінок: Меморіал Єлизавети Бикової у Владимирі (2004 р., з Оленою Дембо), Бенаске (2005), Альмерія (2007).
У 2000-х роках брала участь у чемпіонаті світу з шахів серед жінок:
- У жіночому чемпіонаті світу з шахів 2001 року в першому турі програла Світлані Петренко.[2]
- У жіночому чемпіонаті світу з шахів 2006 року в першому турі програла Іветі Райліх.[3]

Грала за Україну в командному чемпіонаті Європи з шахів :
- У 1999 році на першій резервній дошці в 3-му чемпіонаті Європи з шахів (жінки) у Батумі (+1, = 0, -2).
- У 1997 році їй було присвоєно звання Міжнародного жіночого майстра FIDE (WIM), а за рік отримала титул Міжнародного жіночого гросмейстера FIDE (WGM). У 2006 році Тетяні Кононенко присвоєно звання FIDE International Master (IM).

## Результати виступів у чемпіонатах України
| Рік  | Місто       | Турнір                 | + | − | = | Результат | Місце  |
| ---- | ----------- | ---------------------- | - | - | - | --------- | ------ |
| 1994 | Алушта      | 54-й чемпіонат України | 3 | 5 | 1 | 5½ з 9    | 12     |
| 2001 | Краматорськ | 61-й чемпіонат України | 6 | 1 | 6 | 9 з 13    | Silver |
| 2002 | Алушта      | 62-й чемпіонат України | 5 | 2 | 2 | 6 з 9     | 4 — 7  |
| 2003 | Миколаїв    | 63-й чемпіонат України | 4 | 2 | 3 | 5½ з 9    | 9      |
| 2004 | Алушта      | 64-й чемпіонат України | 5 | 2 | 2 | 6 з 9     | 8      |
| 2007 | Полтава     | 67-й чемпіонат України | 3 | 2 | 6 | 6 з 11    | 7      |
| 2012 | Харків      | 72-й чемпіонат України | 1 | 3 | 5 | 3½ з 9    | 7      |
| 2013 | Київ        | 73-й чемпіонат України | 2 | 2 | 5 | 4½ з 9    | 5      |

## Зміни рейтингу
| На цьому місці має відображатися графік чи діаграма, однак з технічних причин його відображення наразі вимкнено. Будь ласка, не видаляйте код, який викликає це повідомлення. Розробники вже працюють для того, щоби відновити штатне функціонування цього графіка або діаграми. | |
| | На цьому місці має відображатися графік чи діаграма, однак з технічних причин його відображення наразі вимкнено. Будь ласка, не видаляйте код, який викликає це повідомлення. Розробники вже працюють для того, щоби відновити штатне функціонування цього графіка або діаграми. |